# Stuckange
Stuckange es una comuna francesa situada en el departamento de Mosela, en la región de Gran Este.

## Demografía
| 449 | 485 | 523 | 606 | 642 | 724 | 1396 |
| Para los censos de 1962 a 1999 la población legal corresponde a la población sin duplicidades (Fuente: INSEE [Consultar]) |     |     |     |     |     |      |